# واریکس
واریکس (انگلیسی: Warrix) شرکت تجهیزات ورزشی تایلندی است، که در سال ۲۰۱۳ تأسیس شد.